# Salvation (série télévisée)
Salvation (ou Salvation : Désastre imminent au Québec) est une série télévisée américaine en 26 épisodes de 42 minutes créée par Liz Kruger, Craig Shapiro et Matt Wheeler, et diffusée entre le 12 juillet 2017 et le 17 septembre 2018 sur le réseau CBS et en simultané sur le réseau Global au Canada.
En France, la série est diffusée depuis le 30 décembre 2017 sur M6 où elle a été déprogrammée après l'épisode 10 à la suite d'audiences jugées trop faibles et le 20 octobre 2018 sur Sérieclub, au Québec depuis le 11 janvier 2018 sur AddikTV, et en Belgique depuis le 18 juillet 2018 sur RTL-TVI. Elle reste encore inédite en Suisse romande.
Elle est disponible en France sur la plate-forme vidéo Netflix

## Synopsis
Darius Tanz, un milliardaire féru de technologie, et Liam Cole, un étudiant du Massachusetts Institute of Technology diplômé en ingénierie, font, tout comme le Pentagone, une découverte stupéfiante : un astéroïde entrera en collision avec la Terre dans les six mois à venir…

## Distribution

### Acteurs principaux
- Santiago Cabrera (VF : Anatole de Bodinat) : Darius Tanz
- Jennifer Finnigan (VF : Hélène Bizot) : Grace Barrows
- Charlie Rowe (VF : Benjamin Gasquet) : Liam Cole
- Jacqueline Byers (VF : Marie Tirmont) : Jillian Hayes
- Ian Anthony Dale (VF : Bruno Choël) : Harris Edwards, Secrétaire adjoint de la Défense des États-Unis
- Melia Kreiling (VF : Vanessa Van-Geneugden) : Alycia Vrettou (saison 2)
- Ashley Thomas (VF : Daniel Njo Lobé) : Alonzo Carter (saison 2)
- Rachel Drance (VF : Clara Quilichini) : Zoe Barrows (saison 1, invitée saison 2)
- Shazi Raja (VF : Delphine Rivière) : Amanda Neel (saison 1)

### Acteurs récurrents
- Mark Moses (VF : Luc Bernard) : Hugh Keating
- Dennis Boutsikaris (VF : Thierry Buisson) : Dr Malcolm Croft (saisons 1 et 2)
- Erica Luttrell (VF : Annie Milon) : Claire Rayburn (saisons 1 et 2)
- Derek Webster (VF : Bertrand Dingé) : Dr Garrett Strauss (saison 1)
- Autumn Reeser (VF : Fily Keita) : Theresa (saison 1)
- Raven Dauda (VF : Murielle Naigeon) : secrétaire de Harris (saison 1)
- Brian Markinson (VF : Vincent Violette) : Randall Calhoun (saison 1)
- André Dae Kim (VF : Adrien Solis) : Dylan Edwards (saison 1)
- Aaron Poole (en) (VF : Xavier Béja) : Laszlo (saison 1)
- John Noble (VF : Patrick Messe) : Nicholas Tanz
- Tovah Feldshuh (VF : Anne Rondeleux) : Présidente Pauline Mackenzie (saisons 1 et 2)
- Taylor Cole (VF : Chloé Berthier) : Fiona Lane (saison 2, invitée saison 1)
- Joan Gregson (VF : Frédérique Cantrel) : Avatar holographique de Nero, le chef de Re/SYST (saison 2, invitée saison 1)
- Jonathan Silverman (VF : Guillaume Lebon) : Roland Kavanaugh (saison 2)

Version française dirigée par Réjane Schauffelberger aux studios BTI, d'après une adaptation des dialogues de Stéphanie Ponchon, Virginie Bochet, Coco Carré et Joëlle Martrenchard.
 Source et légende : version française (VF) sur RS Doublage et Doublage Série Database

## Production
Initialement annoncée le 6 septembre 2013, la série produite par Alex Kurtzman’s Secret Hideout et CBS Television Studios a été commandée par CBS le 20 octobre 2016.
La plupart des rôles ont été attribués en février 2017,,,. Le tournage a eu lieu à Toronto, au Canada, du 16 février au 21 juillet 2017.
Le 18 octobre 2017, la série a été renouvelée pour une seconde saison de treize épisodes. En février 2018, la production engage Melia Kreiling et Ashley Thomas dans des rôles principaux, puis en avril, un rôle récurrent est offert à Jonathan Silverman, le mari de Jennifer Finnigan, ainsi que le retour de Taylor Cole, invitée dans un épisode de la première saison.
Le 20 novembre 2018, la série est annulée.

## Épisodes

### Première saison (2017)
1. Projet Samson (Pilot)
2. Alliance secrète (Another Trip Around the Sun)
3. De Charybde en Scylla (Truth or Darius)
4. L'Arche de Darius (The Human Strain)
5. Haute trahison (Keeping the Faith)
6. Guerre froide (Chip Off the Ol' Block)
7. Seuls contre tous (Seeing Red)
8. Bons baisers de Russie (From Russia, with Love)
9. Liaisons dangereuses (Patriot Games)
10. Révélations (Coup de Grâce)
11. Seconde chance (All In)
12. La Prophétie de l'absinthe (The Wormwood Prophecy)
13. Une lueur dans les ténèbres (The Plot Against America)

### Deuxième saison (2018)
Cette saison de treize épisodes est diffusée depuis le 25 juin 2018.
1. Entrer dans la danse (Fall Out)
2. L'Art de la diplomatie (Détente)
3. Crime et châtiment (Crimes and Punishment)
4. L'appel aux armes (Indivisible)
5. La chute de la Maison Blanche (White House Down)
6. La clé du mystère (Let the Chips Fall)
7. La folie du roi Tanz (The Madness of King Tanz)
8. Ouvre les yeux (Abre Sus Ojos)
9. Les hommes de l'ombre (The Manchurian Candidate)
10. L'ennemi de mon ennemi (Prisoners)
11. Le jour de l'Acceptation (Celebration Day)
12. La dernière carte (Hail Marry)
13. Comme un colibri (Get Ready)

## Accueil
Le pilote a été vu par 4,9 millions de téléspectateurs aux États-Unis, et 1,081 million au Canada. L'audience moyenne par épisode aux États-Unis a été de 3,526 millions de téléspectateurs.